# Cynoglossus interruptus
Cynoglossus interruptus és un peix teleosti de la família dels cinoglòssids i de l'ordre dels pleuronectiformes que es troba des de les costes de l'illa de Hokkaido fins al Mar de la Xina Meridional.